# 假面女子
假面女子（日语：／ Kamen Joshi）是日本的女子偶像集團，由所屬於AliceProject的愛麗絲十番、蒸汽女孩、裝甲女孩、復活節女孩4支偶像組合組成，集團主要在其專用劇場中進行活動。

## 簡介
以愛麗絲十番與蒸汽女孩在2013年3月發售的單曲《假面女子》中的聯動樂曲《Wohhhh!!!!☆》為契機，兩支組合開始以「假面女子」為名進行活動。其後隨著2014年2月裝甲女孩加入、2017年10月復活節女孩加入，組成了現在的假面女子。集團以「戴著曲棍球面具的偶像集團」為名號，成員全員都帶著一副黃色曲棍球面具。除了演唱會之外，部分成員在參與集團之外的活動時也必須戴著這副面具。
集團號稱為「最強地下偶像」，以「在演藝界失去容身之所的『淘汰者們』遮住面容，捨棄對自己的個人認同，以此獲得新的集體認同感」為集團主旨。
2015年1月發售的單曲《元氣種☆》登上了Oricon公信榜週榜榜首，創下女性獨立音樂團體首次登上該榜榜首的記錄。同年11月集團在埼玉超級競技場舉辦了集團演唱會，匯集了約15000名觀眾。
集團在東京都秋葉原設有常設劇場「P.A.R.M.S」、在大阪府島之內設有專用劇場「假面女子劇場」，劇場每年可匯集約30萬人次觀眾、每年舉辦演唱會超過1000場。此外，集團Facebook總追蹤人數在2017年達到1000萬，以及開始進行以亞洲國家為中心的海外公演等，積極地持續著各類活動。

## 假面女子三條
假面女子設有名為「假面女子三條」（仮面女子三か条）的三條戒律。
1. 允許戀愛（但對象不可以是粉絲或者關係者，違反者將遭到解僱或者謹慎（日语：謹慎）處分）
2. 如若可以參演，屆時創下偶像界首個、招待粉絲到自家做客的創舉。
3. 基本上不可以取下面具（僅在劇場內時以及部分人氣成員允許取下面具）

## 從屬組合

### 愛麗絲十番
以配戴曲棍球面具、重金属音乐為特徵。

### 蒸汽女孩
以配戴防毒面具、電子流行音樂為特徵。

### 裝甲女孩
以配戴鐵面具、愛爾蘭風格音樂為特徵。

### 復活節女孩
由假面女子候補生WEST成員升格者組成的組合。以復活節為主題的斯卡曲風音樂是其特徵。

### 假面女子候補生、研究生、AJ
假面女子候補生（東京）
以成為次期蒸汽女孩、裝甲女孩成員為目標的團體。本團體包含有兩個子團體組合，以綠野仙蹤主題為形象主視覺、並以演唱Alice Project樂曲為「武器」的「OZ」；於假面女子CAFE P.A.R.M.S進行研究，目標是走向世界的。
假面女子候補生WEST（大阪）
以成為次期復活節女孩成員為目標的組合。
假面女子研究生（東京）
由以成為次期候補生為目標、尚未夠格登台演出的成員組成。以參加線下拍立得合照活動、參演網路節目等為主。由此之中選拔出來的成員，在成為候補生前先從屬於組合「史萊姆女孩」嘗試進行演出。
假面女子研究生WEST（大阪）
由以成為次期候補生WEST為目標、尚未夠格登台演出的成員組成。與東京研究生成員進行同樣的活動。由此之中選拔出來的成員，在成為候補生WEST前先從屬於組合「史萊姆女孩WEST」嘗試進行演出。
AJ
泛指剛剛加入Alice Project的新晉藝人。經選拔後會加入研究生或研究生WEST。

## 略歷
2013年
- 3月6日：單曲「假面女子」發售。登上Oricon公信榜週榜第13位（第2週200位，圈外）。
- 12月11日：單曲「妄想日記」發售。共發售6個版本。登上Oricon公信榜週榜第4位（第2週170位）。
- 12月27日：於日本武道館，參演SID演唱會「Visual BANG! 〜SID 10thAnniversary FINAL PARTY〜」[14]。
- 12月31日：裝甲女孩出道。

2014年
- 2月18日：由包括裝甲女孩在內的3個組合組成的團體「假面女子」首次登台演出。
- 5月3日：於Zepp Tokyo舉辦首次獨立演唱會[15]。
- 9月8日：發表自2月開始長期修養的蒸汽女孩成員月宮可憐，在7月因意外而死亡的消息[16]。
- 9月13日：愛麗絲十番於台灣參演展覽「Tokyo Crazy Kawaii Taipei」。同日，蒸汽女孩於韓國參演演唱會「7th SEOUL GIRLS COLLECTION SGC SUPER LIVE IN SEOUL」。是為兩個組合首次參演海外活動[17]。
- 10月13日：再度於Zepp Tokyo舉辦演唱會。入場門票幾乎售空，即使受到颱風影響，最終的銷售量仍然有超過2500人。在本場演唱會中，還發佈了假面女子新曲和將在2015年11月31日於埼玉超級競技場舉辦演唱會的消息。
- 10月13日：東京電視台動畫《英雄銀行（日语：ヒーローバンク）》選用主題曲。組合（岡本柚果、川村虹花、坂本舞菜、水澤麻衣、百瀬瞳）參與演唱。12月17日同名CD《英雄銀行》發售。
- 10月18日：參與於埼玉超級競技場舉辦的重金屬搖滾音樂節LOUD PARK（日语：LOUD PARK）14，出演開幕表演。演奏樂團由SIAM SHADE（日语：SIAM SHADE）的DAITA（日语：DAITA）擔任吉他手、由響度樂團的山下昌良（日语：山下昌良）擔任貝斯手、由月之海的真矢（日语：真矢 (ドラマー)）擔任鼓手，受到矚目[18][19]。

2015年
- 1月1日：單曲《元氣種☆》發售。共發售12個版本。登上Oricon公信榜週榜第1位。
- 2月23日：蒸汽女孩的2名成員小柳朋惠（日语：小柳朋恵）、新矢皋月（日语：新矢皐月）於各自的部落格宣佈畢業[20]。
- 11月23日：於埼玉超級競技場舉辦演唱會。

2016年
- 11月4日：獲千葉縣夷隅市市長太田洋（日语：太田洋）任命為「夷隅市萌大使」。
- 12月5日：史萊姆女孩成員川原結衣因妊娠引退[21][22]。

2017年
- 1月3日：單曲發售。共發售4個版本。
- 1月15日：獲夷隅市任命為夷隅市公認觀光大使「夷隅市大使」[23][24]。
- 4月27日：獲福井縣鯖江市任命為「眼鏡之城 鯖江大使」[25][26]。
- 12月7日：獲聘為日本柏青哥連鎖零售商形象人物。並由此派生出合作團體「無限女子 〜powered by 假面女子〜（日语：無限女子 〜powered by 仮面女子〜）」[27][28]。

2018年
- 2月11日：愛麗絲十番成員森歌音、裝甲女孩成員北村真姬畢業[29]。
- 4月11日：蒸汽女孩領隊猪狩友香（日语：猪狩ともか）遭被強風吹倒的看板砸中，身負重傷[30]。
- 8月27日：因事故導致脊髓受傷，最終下半身不遂的猪狩友香重啟演藝活動[31]。
- 10月17日：宣佈假面女子領隊、愛麗絲十番領隊櫻和花（日语：桜のどか），以及愛麗絲十番成員神谷惠里奈（日语：上矢えり奈）、立花杏奈（日语：立花あんな）、坂本舞菜（日语：坂本舞菜）、水澤麻衣5人將在年內畢業[32][33]。
- 10月18日：假面女子候補生發表組閣結果。候補生、桑名利瑠、橋本友梨英升格成為蒸汽女孩成員。
- 11月23日：神谷惠里奈畢業。
- 11月25日：立花杏奈畢業。
- 12月2日：坂本舞菜畢業。
- 12月3日：森下舞櫻繼承第二代赤假面，成為假面女子Center。
- 12月29日：水澤麻衣畢業。
- 12月30日：假面女子領隊櫻和花畢業。

2019年
- 1月22日：楠木麻友就任新一代假面女子領隊。
- 3月2日：假面女子候補生發表組閣結果。候補生升格成為蒸汽女孩成員。
- 3月9日：假面女子候補生WEST發表組閣結果。候補生、劍城琴音升格成為復活節女孩成員。
- 3月31日：櫻雪（日语：橋本侑樹）畢業。
- 4月20日：畢業。
- 4月21日：原成員橋本侑樹（畢業前藝名為櫻雪）當選成為東京都澀谷區議會議員[34]。
- 5月1日：時隔三年半於舞濱圓形劇場再度舉辦獨立演唱會[35]。
- 5月11日：五比桐美憂畢業。
- 6月2日：假面女子候補生WEST發表組閣結果。候補生、橘真琴升格成為復活節女孩成員。
- 7月27日：發表組閣結果。
- 8月3日：畢業。
- 8月17日：劍城琴音畢業。
- 8月18日：畢業。
- 8月31日：畢業。
- 11月9日：愛麗絲十番成員涼邑芹獲評2019山形國際電影節最優秀演員獎[36]。
- 12月7日：窪田美沙畢業。
- 12月15日：於EX劇場六本木舉辦5th獨立演唱會。

2020
- 2月2日：卒業。
- 2月8日：由Alice Project電影企劃「Alice Film Collection」製作的2部電影(涼邑芹主演)、（月野萌亞主演）於池袋cinema rosa上映1週。